# Goseriedebad

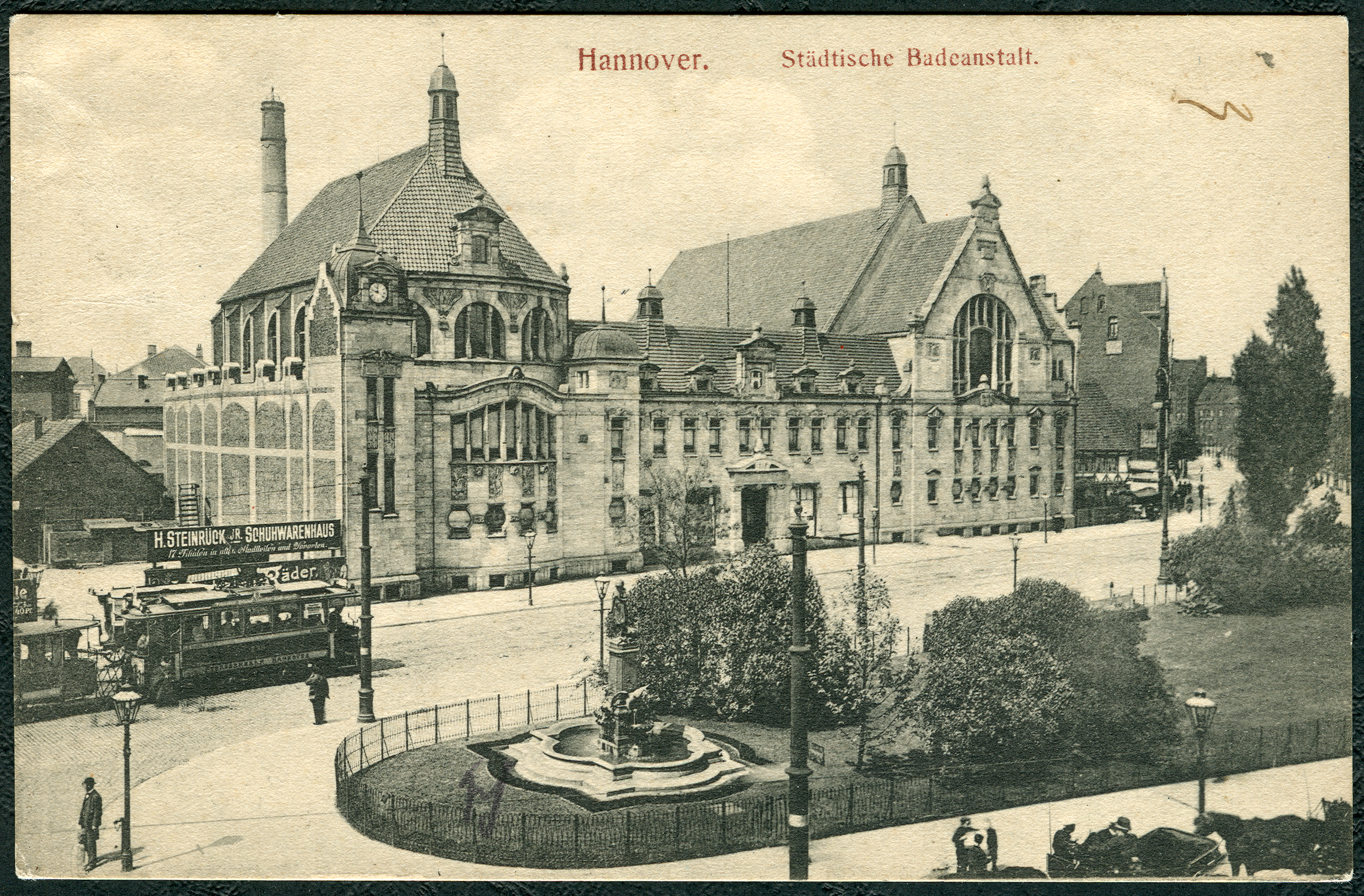
Das Goseriedebad auf einer Ansichtskarte um 1905

Das Goseriedebad war ein 1905 eröffnetes und 1982 stillgelegtes Hallenbad in Hannover, das nach seinem Standort an der Straße Goseriede nahe dem Steintorplatz benannt ist. Nach Umbauten in den 1980er und 1990er Jahren wird das frühere Hallenbad heute vom Kunstverein Kestnergesellschaft und vom privaten Hörfunksender radio ffn genutzt.

## Geschichte

### Die Anfänge

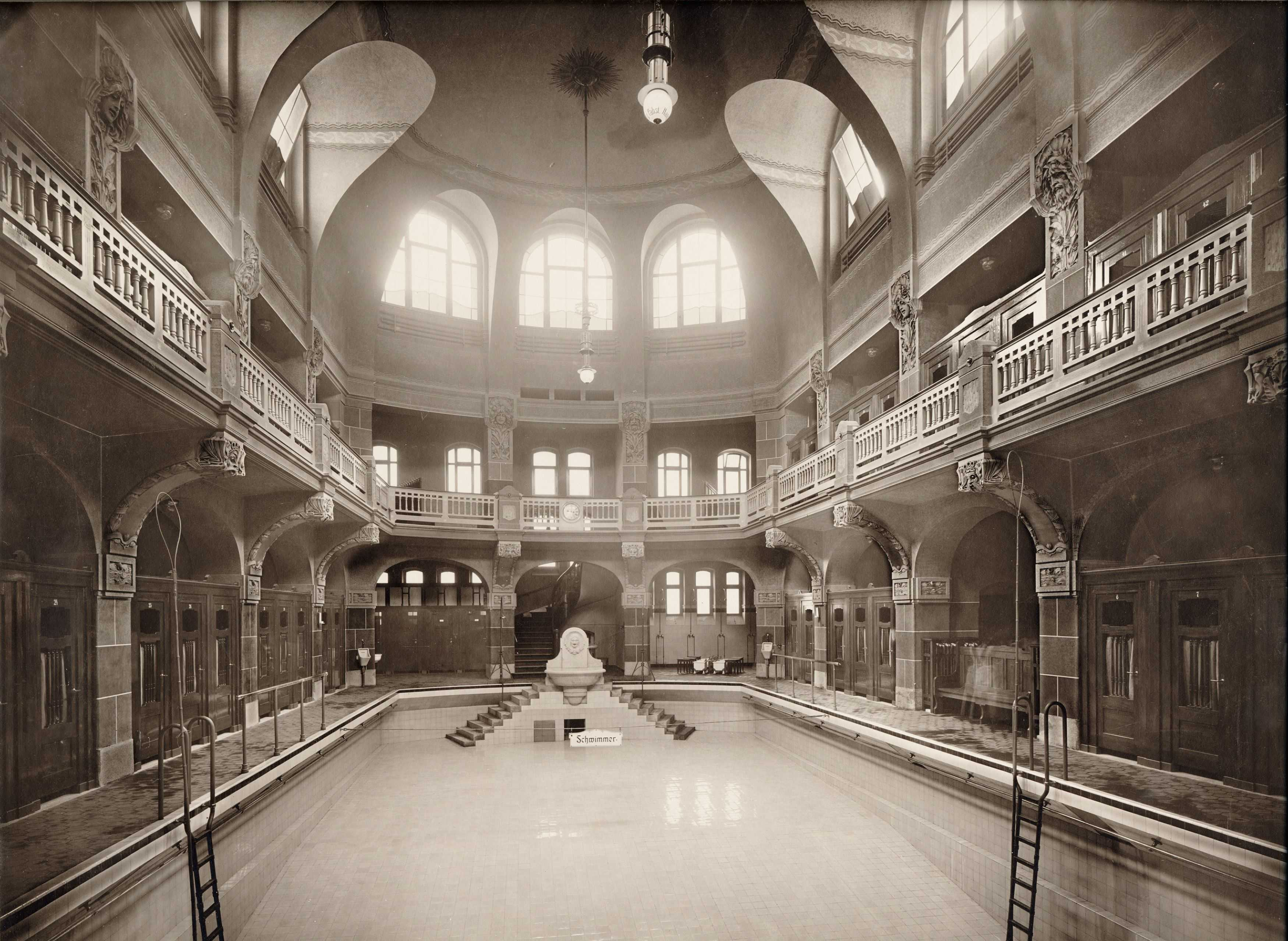
Schwimmbecken, 1906

Das Goseriedebad entstand nach dem Beschluss der städtischen Gremien vom 29. Oktober 1902 zum Bau einer Badeanstalt mit drei Schwimmbecken, 40 Wannenbädern, einem Dampf- und Luftbad sowie einem Hundebad. Das nach Entwurf von Carl Wolff zwischen 1902 und 1905 errichtete Gebäude ist stilistisch dem Neobarock zuzuordnen, in gestalterischen Details zeigt sich aber auch der Einfluss des Jugendstils. Es war bei seiner Fertigstellung 1905 das erste Hallenbad in Hannover. Als Vorbilder dienten das Müllersche Volksbad in München und das Frankfurter Bad.
Das 208 m² große Frauenbad befand sich auf der linken Seite, das 404 m² große Männerbad 1. Klasse auf der rechten Seite. Das 240 m² große Männerbad 2. Klasse befand sich in abgesonderter Lage. 1937 wurde das Männerbad 1. Klasse für den Schwimmsport umgebaut. 1928 entstand angrenzend das Anzeiger-Hochhaus. Bei den Luftangriffen auf Hannover im Zweiten Weltkrieg wurde das Bad 1943 schwer beschädigt und nach Instandsetzungen 1948 teileröffnet. In den 1950er Jahren kam es zu weiteren Umbauten für verschiedene Nutzungen, wie durch Familien- oder den Schul- und Vereinssport. Als in den 1970er Jahren weitere Hallenbäder in Hannover entstanden, wurde ab 1974 über eine Schließung des Goseriedebades diskutiert, die 1982 erfolgte.

### Umnutzung

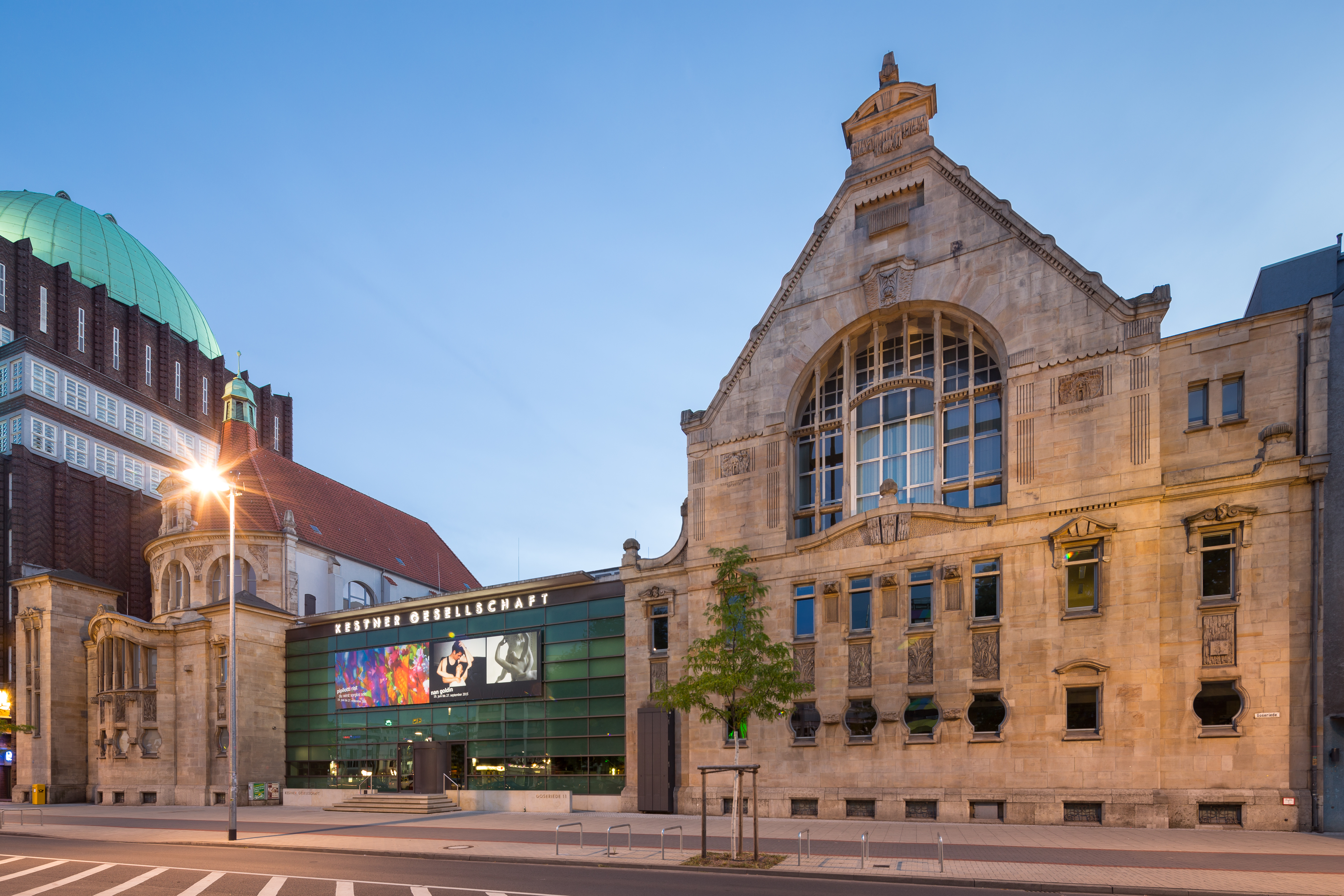
Vorderansicht des Goseriedebades mit Sitz von radio ffn im rechten Drittel, links die Kestnergesellschaft

1990 erwarb die Verlagsgesellschaft Madsack das Gebäude und bot das ehemalige Frauenbad und die Eingangshalle mit Nebenräumen der Kestnergesellschaft zur Nutzung an. Das Männerschwimmbad wurde vom Rundfunksender radio ffn übernommen. Nach einem international besetzten Architektenwettbewerb mit Unterstützung der NORD/LB und der Stiftung Niedersachsen wurde das Gebäude bis 1997 nach einem Entwurf des hannoverschen Architekturbüros Koch Panse umgebaut und im gleichen Jahr mit dem BDA-Preis ausgezeichnet. Die Kestnergesellschaft verfügt darin über 1500 m² Ausstellungsfläche auf zwei Ebenen.